# Chronologie de la psychologie
Cet article présente une chronologie des évènements importants de la psychologie comme l'apparation du premier laboratoire de psychologie en 1875.

## Avant leXIXesiècle

### - 1550
- 1550 av. J.-C. : l'un des plus anciens traités médicaux qui nous soient parvenus, le papyrus Ebers mentionne la dépression et les troubles de la pensée[1]. Les désordres mentaux sont détaillés dans un chapitre du papyrus appelé le « livre des cœurs ». Des pathologies telles que la dépression et la démence y sont décrites. Ces descriptions suggèrent que l'Égypte antique ne faisait pas de distinction de principe entre les maladies mentales et les maladies physiques.

### - 600
- 600 av. J.-C. : De nombreuses villes de Grèce avaient des temples à Asclépios qui fournissaient des traitements pour les maladies psychosomatiques[2].

### 50
- 50 av. J.-C. : l'ouvrage de Celse ( Aulus Cornelius Celsus ) De Medicina[3] ou De Arte medica[4], est une encyclopédie médicale dont le livre trois couvre les maladies mentales. Le terme "insania", folie, a été utilisé pour la première fois par lui. Les méthodes de traitement comprenaient les saignements, la peur du patient, les émétiques, les lavements, la noirceur totale et la décoction de pavot ou de henbane, ainsi que des traitements agréables tels que la musicothérapie, les voyages, le sport, la lecture à voix haute et les massages. Il était conscient de l'importance de la relation médecin-patient[5].

### 1590
- Rudolf Goclenius l'Ancien via la publication de son ouvrage Psychologia (1590) invente le terme "psychologie"; pourtant l'humaniste Marko Marulić l’avait utilisé au moins six décennies plus tôt dans son ouvrage intitulé Psichiologia de ratione animae humanae[6].
- En 1594, Otto Casmann (parfois nommé Casmann Othon ou Casmannus) publie les deux volumes de son "Psychologia anthropologica" à Hanau.

### 1732
- 1732 : Christian Wolff publie Psychologia Empirica (Francfort et Leipzig, 1732), suivi en 1734 par Psychologia Rationalis, popularisant le terme "psychologie".

## Décennie 1860
- Von Hartmann publie en 1868 la Philosophie de l'Inconscient[7]

## Décennie 1870

### 1875
- William James à Harvard et Wilhelm Wundt à Leipzig se dotent chacun d'une salle destinée aux expériences et aux démonstrations psychologiques. On considère généralement que le premier véritable laboratoire est celui que Wundt créera à Leipzig en 1879.

### 1879
- Fondation de l'Institut für experimentelle Psychologie par Wilhelm Wundt à Leipzig (reconnu officiellement en 1883).

## Décennie 1880

### 1882
- Jean-Martin Charcot est nommé à la chaire de « Clinique des maladies du système nerveux » de Hôpital de la Salpêtrière. C'est la première chaire de neurologie dans le monde.

### 1886
- Création de l'institut de psychologie de l'université de Berlin par Hermann Ebbinghaus (fondation officielle en 1894 par Carl Stumpf).

### 1887
- Création de l'institut de psychologie de Göttingen par Georg Elias Müller.
- Stanley Hall fonde l'American Journal of Psychology, premier journal de psychologie aux États-Unis.

### 1889
- Création de l'institut de psychologie de Munich par Carl Stumpf (reconnaissance officielle en 1894).
- Création de l'institut de psychologie de Fribourg-en-Brisgau par Hugo Münsterberg.
- James McKeen Cattell devient le premier professeur de psychologie aux États-Unis.
- Du 6 au 10 août : Ier Congrès international de psychologie à Paris sous la présidence de Jean-Martin Charcot et de Théodule Ribot, secrétaire général Charles Richet.
- Pierre Janet devient directeur du laboratoire de psychologie de la Salpêtrière à Paris et publie L'Automatisme Psychologique.

## Décennie 1890

### 1890
- Publication des Principles of Psychology de William James. James devient la même année professeur de psychologie alors qu'il portait jusqu'à cette date le titre de professeur de philosophie.
- James Mark Baldwin créé le premier laboratoire de psychologie canadien à Toronto.

### 1892
- Création de l'Association américaine de psychologie par G. Stanley Hall.
- Du 2 au 6 août : IIe Congrès international de psychologie à Londres sous la présidence de Henry Sidgwick.

### 1895
- Sigmund Freud écrit Entwurf einer Psychologie (Esquisse d'une psychologie scientifique).

### 1896
- Du 4 au 7 août : IIIe Congrès international de psychologie à Munich sous la présidence de Carl Stumpf.
- Création par le psychologue Lightner Witmer, de la première clinique spécialisée en psychologie à l'université de Pennsylvanie.

### 1897
- Naissance de la psychologie sociale avec le travail de Norman Triplett The dynamogenic factors in pacemaking and competition publié dans American Journal of Psychology. Il met en principe le pouvoir des autres personnes sur la performance.

### 1898
- Edward Thorndike publie les premiers résultats de ses travaux sur l'apprentissage chez les chats.

### 1899
- John Dewey publie The School and Society. Se référant à William James, il s'engage dans le courant pragmatique et sera un pionnier de l'éducation nouvelle.

## Décennie 1900

### 1900
- Du 20 au 25 août : IVe Congrès international de psychologie à Paris sous la présidence de Théodule Ribot, deuxième président Charles Richet, secrétaire général Pierre Janet.

### 1901
- Première conférence à la Sorbonne de Pierre Janet sur L'étude expérimentale et comparée de la fatigue. Cette série de conférences terminera en 1934.

### 1905
- Du 26 au 30 avril : Ve Congrès international de psychologie à Rome sous la direction de Giuseppe Sergi et de Leornardo Biachi.

### 1909
- Du 3 au 7 août : VIe Congrès international de psychologie à Genève sous la présidence de Théodore Flournoy, secrétaire général Édouard Claparède.

## Décennie 1910

### 1912
- Création de l'Institut Jean-Jacques Rousseau à Genève par Édouard Claparède.
- Carl Gustav Jung publie Métamorphose et symboles de la libido, livre qui entérine la rupture avec Freud et le début de la psychologie analytique avec des concepts spécifiques comme l'inconscient collectif.

### 1913
- Publication de Psychology as the Behaviorist views it de John Watson.

### 1917
- Vigotski crée un « laboratoire de psychologie » à l’Institut pédagogique.

## Décennie 1920

### 1923
- Du 26 juillet au 2 août : VIIe Congrès international de psychologie à Oxford sous la présidence de Charles Myers.
- Jean Piaget publie son premier ouvrage Le Langage et la pensée chez l'enfant.

### 1924
- Lev Vygotski publie Méthodes de recherches réflexologique et psychologique.
- Alexis Nikolaïevitch Leontiev collabore avec Vygotsky et Luria à l'université de Moscou (Institut de psychologie de Moscou) à partir de 1924 pour élaborer une psychologie marxiste comme alternative au comportementalisme.

### 1926
- Du 6 au 11 septembre : VIIIe Congrès international de psychologie à Groningue sous la présidence de Gerardus Heymans.

### 1929
- Du 2 au 7 septembre : IXe Congrès international de psychologie à New Haven sous la direction de James McKeen Cattell.

## Décennie 1930

### 1931
- Début de "l'école de Kharkov" en psychologie, à l'université de pédagogie de Kharkhov.

### 1932
- Du 21 au 27 août : Xe Congrès international de psychologie à Copenhague sous la présidence d'Edgar Rubin.

### 1933
- Lev Vygotski entreprend une vaste synthèse de ses travaux à travers l'ouvrage Myshlenie i rech, Pensée et langage.

### 1935
- Kurt Koffka publie son fameux Principles of Gestalt Psychology.

### 1937
- Du 25 au 31 juillet : XIe Congrès international de psychologie à Paris sous la présidence d'Henri Piéron et de Pierre Janet, secrétaire général Ignace Meyerson.

## Décennie 1940

### 1942
- Carl Rogers publie La relation d'aide et la psychothérapie. C'est le début de la psychologie humaniste.
- Fritz Perls publie Le Moi, la faim et l'agressivité (Ego, Hunger, and Aggression: A Revision of Freud's Theory and Method) qui correspond au début de la Gestalt-thérapie.

### 1943
- Clark Leonard Hull publie Principles of Behavior.

### 1948
- Du 23 au 29 juillet : XIIe Congrès international de psychologie à Édimbourg sous la présidence de James Dever.

### 1949
- Donald Hebb publie le livre The organization of behavior qui invite les psychologues à étudier la biologie dans la mise en place des compréhensions des organisations biologiques.
- Daniel Lagache publie le livre L’Unité de la psychologie : psychologie expérimentale et psychologie clinique.

## Décennie 1950

### 1951
- Du 15 au 21 juillet : XIIIe Congrès international de psychologie à Stockholm sous la présidence de David Katz.

### 1954
- Parution de The Nature of Prejudice de Gordon Allport.
- Du 7 au 12 juillet : XIVe Congrès international de psychologie à Montréal sous la présidence d'Edward Bott et d'Edward Tolman.
- Milton Erickson et Linn Fenimore Cooper publie  Time Distortion in Hypnosis: An Experimental and Clinical Investigation. Milton Erickson est considéré comme le père des thérapies brèves.
- Abraham Maslow publie Motivation and Personnalité. Il est considéré avec Carl Rogers comme le père de la psychologie humaniste.

### 1956
- George Armitage Miller publie The Magical Number Seven, Plus or Minus Two dans la revue The Psychological Review, article fondateur de la psychologie cognitive.
- Jerome Bruner et ses collaborateurs Georges Austin et Jacqueline Goodnow publie le livre A study of thinking qui bouscule les théories béhavioristes.

### 1957
- Du 28 juillet au 3 août : XVe Congrès international de psychologie à Bruxelles sous la direction d'Albert Michotte.

### 1958
- Virginia Satir, Donald deAvila Jackson et Jules Riskin crée le Mental Research Institut (MRI) plus connu sous le nom d'école de Palo Alto. Début de la thérapie familiale qui s'inscrit dans le mouvement systémique de Gregory Bateson.

## Décennie 1960

### 1960
- Du 31 juillet au 6 août : XVIe Congrès international de psychologie à Bonn sous la présidence de Wolfgang Metzger et de Karl Buhler.

### 1961
Éric Berne publie Transactional Analysis and Psychotherapy. Il se distancie de la psychanalyse et crée l'analyse transactionnelle.

### 1963
- Du 20 au 26 août : XVIIe Congrès international de psychologie à Washington sous la présidence d'Otto Klineberg et d'Edward Boring.
- Albert Bandura publie avec Dorothea Ross et Sheila Ross le premier compte-rendu de l'expérience « Bobo-Doll » sur l'imitation des comportements d'agression.
- Stanley Milgram publie  « Behavioral Study of Obedience » dans la revue Journal of Abnormal and Social Psychology qui sera connue sous le nom d'expérience de Milgram et porte sur le concept de soumission à l'autorité.

### 1966
- Du 4 au 11 août : XVIIIe Congrès international de psychologie à Moscou sous la présidence d'Alexis Leontiev.

### 1967
- Ulric Neisser publie Cognitive Psychology, l'ouvrage qui marque l'explosion de la psychologie cognitive.

### 1969
- Du 17 juillet au 2 août : XIXe Congrès international de psychologie à Londres sous la présidence de George Drew.

## Décennie 1970

### 1972
- Parution de Human Problem Solving d'Allen Newell et Herbert Simon.
- Du 13 au 19 août : XXe Congrès international de psychologie à Tokyo sous la présidence de Moriji Sagara.

### 1974
- Alan Baddeley publie Working Memory avec son collègue Graham Hitch dans l'ouvrage de Gordon Bower: The psychology of Learning and Motivation: Advances in Research and Theory.

### 1975
- Richard Bandler et John Grinder publie Structure of magic, premier livre de programmation neuro-linguistique.

### 1976
- Du 18 au 25 juillet : XXIe Congrès international de psychologie à Paris sous la présidence de Paul Fraisse.

## Décennie 1980

### 1980
- Du 6 au 12 juillet : XXIIe Congrès international de psychologie à Leipzig sous la présidence de Friedhart Klix.

### 1983
- Howard Gardner publie Frames of Mind: The Theory of Multiple Intelligences.

### 1984
- Du 2 au 7 septembre : XXIIIe Congrès international de psychologie à Acapulco sous la direction de Rogelio Diaz-Guerrero.

### 1988
- Du 28 août au 2 septembre : XXIVe Congrès international de psychologie à Sydney sous la présidence de Peter Sheehan.

## Décennie 1990

### 1992
- Du 19 au 24 juillet : XXVe Congrès international de psychologie à Bruxelles sous la présidence de Paul Bertelson et de Géry d'Ydewalle.

### 1996
- Du 16 au 21 août : XXVIe Congrès international de psychologie à Montréal sous la présidence de David Bélanger.

## Décennie 2000

### 2000
- Du 23 au 28 juillet : XXVIIe Congrès international de psychologie à Stockholm sous la présidence de Lars-Göran Nilsson.

### 2003
- Du 8 au 13 août : XXVIIIe Congrès international de psychologie à Pékin sous la direction de Qicheng Jing.